# السيد أمير حسين فقهي
شغل السيد أمير حسين فقهي (۸ شوال ۱۳۹۸ - ۱۷ ذو الحجة ۱۴۴۶) منصب نائب مدير منظمة الطاقة الذرية الإيرانية. وكان أيضًا أستاذًا جامعيًا إيرانيًا وباحثًا ومهندسًا نوويًا. درّس في جامعة الشهيد بهشتي، وساهم بشكل كبير في البحث العلمي المتعلق بعلاج السرطان وتوليد الكهرباء من خلال التكنولوجيا النووية. غطت أبحاثه طيفًا واسعًا من التقنيات النووية السلمية، مثل "نمذجة محطات الطاقة النووية" و"استخدام المواد الصيدلانية المشعة لعلاج الأمراض".
عُرف فقهي كشخصية معروفة في المجتمع العلمي النووي الإيراني، وقدم مساهمات كبيرة في العديد من المبادرات الوطنية والدولية. بالإضافة إلى إنجازاته الأخرى، تعاون مع مؤسسات علمية مرموقة مثل سيرن. كان فقهي أحد علماء الذرة في إيران، وشارك بفعالية في أبحاث ركزت على علاج السرطان باستخدام التكنولوجيا النووية. وكان من أوائل الخبراء الإيرانيين الذين لعبوا دورًا في تطوير محطات الطاقة النووية لتوليد الكهرباء. 
قُتل في غارة جوية إسرائيلية يوم الجمعة ۱۷ ذو الحجة ۱۴۴۶ (13 يونيو 2025). أسفر الهجوم الإسرائيلي على إيران عن مقتل خمسة علماء نوويين، إلى جانب عدد من كبار القادة في الجيش الإيراني والحرس الثوري. شنت إسرائيل حربًا استمرت 12 يومًا على إيران فجر يوم الجمعة 13 يونيو 2025. جذبت وفاة فقيه اهتمامًا واسعًا في وسائل الإعلام الإيرانية والأوساط العلمية، واعتُبرت استمرارًا لنمط العمليات الإسرائيلية المستهدفة ضد الخبراء النوويين الإيرانيين. 

## السيرة الذاتية
وُلد السيد أمير حسين فقهي في 10 سبتمبر 1978 في شيراز، وأكمل دراسته حتى حصوله على الدبلوم. حصل على درجة البكالوريوس في الفيزياء النووية من جامعة أرومية، ودرجة الماجستير في الهندسة النووية من جامعة أمير كبير للتكنولوجيا، ثم درجة الدكتوراه في الهندسة النووية من الجامعة نفسها. 
في عام ٢٠٠٧، قُبل فقيه في فرصة بحثية في سيرن بأوروبا. وفي العام نفسه، انضم إلى كلية الهندسة النووية بجامعة شهيد بهشتي كعضو هيئة تدريس، ورُقّي إلى رتبة أستاذ عام ٢٠١٦. وخلال فترة عمله في جامعة شهيد بهشتي، شغل مناصب مختلفة، منها مدير شؤون أعضاء هيئة التدريس، وأمين المجلس التنفيذي للتجنيد، وأمين مجلس التدقيق الخاص بالجامعة. 
من عام 2002 إلى عام 2004، عمل عضوًا في فريق تحليل الحوادث لمشروع FMP في منظمة الطاقة الذرية الإيرانية. كما شغل منصب مدير معهد أبحاث العلوم والتكنولوجيا النووية لفترة. بالإضافة إلى ذلك، كان عضوًا في هيئة تحرير المجلة الفصلية للتكنولوجيا والطاقة النووية في جامعة شهيد بهشتي، ومدير مجموعة تطبيقات الإشعاع في الجامعة نفسها، والممثل المفوض لجامعة شهيد بهشتي في اللجنة الدائمة للإشعاع الفضائي التابعة لمنظمة الفضاء الإيرانية.

## المؤهلات التعليمية
الخلفية التعليمية للسيد أمير حسين فقيهي هي كما يلي:
- دكتوراه في الهندسة النووية، تخصص طاقة (من جامعة أمير كبير للتكنولوجيا، طهران - أكتوبر ٢٠٠٨)
- ماجستير في الهندسة النووية، تخصص طاقة(من جامعة أمير كبير للتكنولوجيا، طهران - يونيو ٢٠٠٣)
- بكالوريوس في الفيزياء، تخصص طاقة نووية(من جامعة أرومية، أرومية - سبتمبر ٢٠٠٠)

## الأوسمة والإنجازات العلمية
حصل أمير حسين فقهي على جوائز مثل لقب "الأستاذ النموذجي الوطني" عام ٢٠١٠، ولقب "الباحث المتميز في جامعة الشهيد بهشتي" عامي ٢٠١٠ و٢٠١٥. ومن بين جوائزه العلمية البارزة: 
- جائزة الأستاذ المتميز الوطني (إيران، ٢٠١٩)
- جائزة الباحث المتميز، جامعة الشهيد بهشتي (٢٠١٥)
- المركز الأول في البحوث التنموية، مهرجان خوارزمي الشباب الخامس عشر (٢٠١٣)
- جائزة الأستاذ النموذجي، جامعة الشهيد بهشتي (٢٠١١)
- جائزة الباحث المتميز، جامعة الشهيد بهشتي (٢٠١٠)
- لقب الباحث المتميز، جامعة الشهيد بهشتي (٢٠١٠)
- المركز الثاني في البحوث التطبيقية في مهرجان خوارزمي الدولي الثالث والعشرين (٢٠١٠)
- زمالة بحثية في المنظمة الأوروبية للأبحاث النووية، مركز أبحاث سيرن (٢٠٠٧)

## المؤلفون والترجمات
ألّف أو ترجم كتبًا متخصصة في المجالات التالية: 
- التطبيقات الصناعية للنظائر المشعة
- علوم المواد المتقدمة
- تقنيات إنتاج الصلب

## لأنشطة الصناعية
- تعاون فعال في إطلاق وتشغيل أول موقع إشعاعي تابع للقطاع الخاص في البلاد
- المشاركة والتعاون في تنفيذ وإنشاء والحصول على شهادتي ISO9001:2015 وISO13485:2016 الدوليتين بناءً على ISO11137 في نظام شهركورد للإشعاع
- تصميم وتصنيع مقاييس تدفق غاز-سائل ثنائية الطور
- تصميم وتصنيع حلقة اختبار ثنائية الطور بهدف تصنيع ومعايرة مقاييس تدفق غاز-سائل ثنائية الطور
- تصميم وتصنيع ومعايرة مسبار قياس سماكة طبقة الطلاء، استنادًا إلى طريقة بيتا المتناثرة
- تصميم وتصنيع جهاز قياس كثافة باستخدام أشعة جاما لمراقبة المنتجات البترولية - تسجيل براءة اختراع
- تصميم وتصنيع عينة مختبرية لجهاز استكشاف أعطال برج التقطير وإصلاحها من خلال المسح بأشعة جاما - تسجيل براءة اختراع
- إنتاج المعرفة التقنية للبوليمرات المقاومة للهب من خلال الاستخدام المتزامن للمواد المضافة و الإشعاع بهدف تقليل مخاطر الحرائق
- إنتاج بوليمرات مقاومة للهب - براءة اختراع
- تصميم وبناء عينة مختبرية لجهاز تحليل الأسمنت
- إنتاج معرفة تقنية بالفولاذ ذي القدرة على الشفاء الذاتي ضد أضرار الإشعاع - الفولاذ المستخدم في الصناعات النووية
- تصميم وبناء أدوات التشخيص المستخدمة في مسرعات الجسيمات
- تصميم نظام نيوتروني للتصوير الشعاعي الصناعي لمفاعل آراك
- تصميم وبرمجة برنامج لحساب استهلاك الوقود في مفاعلات الطاقة
- تصميم وبناء عينة مختبرية لبطارية نظائر مشعة ذات شعاع ذاتي التذبذب[10]